# Устінова Дарія Костянтинівна
Дарія Устінова (29 серпня 1998) — російська плавчиня.
Учасниця Олімпійських Ігор 2016 року.
Призерка Чемпіонату світу з водних видів спорту 2013 року.
Призерка Чемпіонату світу з плавання на короткій воді 2016 року.
Чемпіонка Європи з водних видів спорту 2018 року, призерка 2014 року.
Призерка Чемпіонату Європи з плавання на короткій воді 2015 року.